# Ahmed Shawqi
Ahmed Shawqi (arabă:أحمد شوقي) (n.1868 - m.1932)  a fost un poet și dramaturg egiptean, unul dintre promotorii modernismului în literatura arabă, introducând genul poeziei epice în literatura egipteană. Este considerat cel mai important poet al secolului al-XX-lea în Egipt, a fost primul autor arab de dramaturgie lirică.